# Benedict Ghiuș
Benedict Ghiuș (n. 21 octombrie 1904, Domnești-Sat, România – d. 12 iunie 1990, Mănăstirea Cernica, București, România) a fost un teolog și monah ortodox român, cunoscut mai ales în calitate de membru fondator al asociației cultural-religioase Rugul Aprins.

## Biografie

### Formarea teologică
S-a născut la 21 octombrie 1904 în satul Domnești din comuna Pufești (azi în județul Vrancea), primind la botez numele de Vasile. A urmat studii la Seminarul Teologic din Galați (1919-1926) și la Facultatea de Teologie Ortodoxă din București (1926-1927), apoi a obținut o bursă la Facultatea de Teologie a Universității din Strasbourg, unde a urmat cursuri de doctorat în perioada 1927-1932, care i-au fost echivalate la Facultățile de Teologie din București și Chișinău (1935). A obținut titlul de doctor în teologie în 1946 cu teza Doctrina răscumpărării în imnografia Bisericii.
După întoarcerea în România s-a călugărit la Mănăstirea Noul Neamț în 1934, fiind hirotonit ierodiacon (1934) și apoi ieromonah (1936). În 1936 a fost numit prefect de studii la Internatul Teologic din Cernăuți, iar, în această calitate și la îndemnul mitropolitului Visarion Puiu, a intrat în contact cu studenții teologi simpatizanți legionari și a participat la întrunirile lor cu scopul de a cunoaște modul în care ideile legionare își puneau amprenta asupra formării teologice a viitorilor preoți și, eventual, de a corecta deviațiile ideologice ale studenților. Tânărul ieromonah, adept al principiilor misticii creștine, a devenit un susținător al ideologiei spirituale a mișcării legionare, fără a adera însă la ideologia politică a organizației. În anul 1938 a fost transferat ca profesor și spiritual la Liceul seminarial din Bălți, unde a rămas până în 1940, când a avut loc anexarea Basarabiei de către Uniunea Sovietică. Între timp a fost hirotesit arhimandrit în 1939.
Refugiat din Basarabia, a devenit preot slujitor la Catedrala Patriarhală din București (1940-1944). Arhimandritul Benedict Ghiuș a alcătuit în 1943, împreună cu preoții Nicodim Ioniță, Antim Nica și Ioil Babaca, o broșură intitulată Înnoiește-te, Noule Ierusalime în care susținea reorganizarea Bisericii Ortodoxe Române pe baza principiilor mistic-religioase și sporirea educației culturale și duhovnicești a monahilor. El a fost ales în ianuarie 1944 în funcția de episcop de Hotin, dar alegerea sa a fost invalidată de vicepreședintele Consiliului de Miniștri, Mihai Antonescu, care îl înlocuia pe Conducătorul Statului Român, Ion Antonescu, din cauza presupuselor simpatii legionare ale eruditului monah. Autoritățile judiciare comuniste au catalogat ulterior această broșură ca fiind o scriere ideologică legionară. Benedict Ghiuș a fost apoi duhovnic la Academia Teologică din Arad (1944) și asistent universitar la Catedra de Ascetică și Mistică de la Facultatea de Teologie Ortodoxă din București (1944-1948), sub îndrumarea profesorului Dumitru Stăniloae. Numele său a fost vehiculat în aprilie 1946 pentru un post vacant de arhiereu-vicar patriarhal, dar, deși era susținut de profesorul I.D. Ștefănescu, Benedict Ghiuș a renunțat.
La sfârșitul anului 1947 a fost invitat, la propunerea patriarhului rus Alexei Simanski, să predea timp de un an (1947/1948) la Institutul Teologic Ortodox Rus „Saint Denis” din Paris și a acceptat invitația, dar acest plan nu s-a materializat ulterior.

### „Rugul Aprins”
Arhimandritul Benedict Ghiuș a organizat la Cernăuți în 1943, împreună cu Sandu Tudor, un grup de conferințe cunoscute drept „Cele 7 zile de priveghere”, unde au vorbit, în afara celor doi organizatori, personalități culturale precum Paul Sterian, Petru Manoliu, Alexandru Mironescu, Anton Dumitriu, Alexandru Elian, Constantin Noica și Henri H. Stahl. Aceste „privegheri” au anticipat întâlnirile asociației „Rugului Aprins al Maicii Domnului” de la Mănăstirea Antim. Constituită din oameni de cultură cu o spiritualitate înaltă, asociația „Rugul Aprins” s-a deosebit de mișcările spirituale mai populare inițiate de ieromonahii Arsenie Boca de la Mănăstirea Sâmbăta de Sus și Ioan Iovan de la Mănăstirea Vladimirești.
„Grupul de la Antim” a luat decizia de a forma o asociație religioasă în 1944, iar un rol important l-au avut Benedict Ghiuș și Sandu Tudor. Asociația „Rugul Aprins” a fost constituită în 1945 de pr. Alexandru Teodorescu, arhim. Benedict Ghiuș și prof. Alexandru Mironescu, la inițiativa preotului rus Ioan Kulîghin, iar, potrivit depoziției preotului Ghiuș, consemnate de Securitate în 1958, primii membri ai asociației au fost, în afara celor trei inițiatori, viitorii preoți Marcel Avramescu, Sofian Boghiu și Felix Dubneac. Activitatea asociației s-a amplificat în anul 1947, iar conferințele cu teme religioase au început să fie frecventate de tot mai mulți intelectuali din afara mănăstirii, printre care Vasile Voiculescu, Ion Marin Sadoveanu, Alexandru Elian, Anton Dumitriu, Paul Sterian, Constantin Noica, Petru Manoliu, H. H. Stahl și Andrei Scrima. Activitatea grupului „Rugul Aprins” a fost calificată ulterior de mitropolitul Antonie Plămădeală ca „rezistență spirituală ortodoxă împotriva comunismului”.
Activitatea asociației s-a desfășurat la Mănăstirea Antim în perioada 1945-1948, când au avut loc întruniri periodice cu tematică mistico-religioasă. Prezența părintelui Benedict s-a dovedit providențială, animând discuțiile cu ajutorul înaltei sale erudiții teologice. Despre relația părintelui Benedict Ghiuș cu mișcarea „Rugul Aprins”, mitropolitul Bartolomeu Anania spunea că „părintele Daniil Sandu Tudor [...] a fost organizatorul, a fost creierul acestei organizații, iar părintele Ghiuș a fost duhul ei. Mai mult decât sufletul, a fost duhul”. Benedict Ghiuș a fost căutat în această pentru sfat duhovnicesc de un număr mare de persoane, provenite atât din rândul intelectualilor, cât și din rândul tineretului universitar. Organizația „Rugul Aprins” a fost interzisă prin lege în 1948, dar membrii ei au continuat să țină legătura între ei în perioada următoare.

### Arestarea și detenția
Arhimandritul Benedict Ghiuș a fost numit de patriarhul Justinian Marina la 5 februarie 1949 în funcția de vicar patriarhal și de stareț al Mănăstirii Antim (în locul arhimandritului Valerian Zaharia). Ministerul Cultelor a refuzat să-l recunoască pe Ghiuș în funcția de stareț, considerându-l  un „element dușmănos”, dar eruditul monah și-a exercitat de facto aceste atribuții. În urma presiunilor autorităților politice, Benedict Ghiuș a fost nevoit să demisioneze din funcția de vicar patriarhal în ședința Sf. Sinod din 25 februarie 1950 (tot atunci a demisionat și celălalt vicar patriarhal, episcopul Partenie Ciopron), iar, pentru a-l proteja, patriarhul l-a trimis, împreună cu monahul Andrei Scrima, la Mănăstirea Neamț pentru a-l scoate din atenția Securității și a forma acolo o nouă elită monahală. Ghiuș a predat o perioadă la Seminarul Teologic de la Mănăstirea Neamț (martie 1950 – ianuarie 1955) și a fost apoi, din nou, preot slujitor la Catedrala Patriarhală din București (1955-1958) și profesor la Seminarul Teologic din București (1958). La sfatul lui Sandu Tudor (care se călugărise între timp), s-a ocupat de la începutul anului 1956 de educația religioasă a studenților din București, cu ocazia conferințelor pe teme religioase de la Mănăstirea Plumbuita și a întrunirilor din casa profesorului Alexandru Mironescu. A publicat un număr mare de articole și studii în revistele bisericești ale vremii.
A fost arestat în noaptea din 13 spre 14 iunie 1958, cu întreg lotul Rugului Aprins. Autoritățile judiciare comuniste au susținut în rechizitoriu că membrii asociației au inițiat în 1955 organizarea clandestină a grupării, sub conducerea lui Daniil Sandu Tudor, pentru a efectua activități contrarevoluționare cu scopul de a realiza „schimbarea ordinii sociale existente în stat sau a formei de guvernămînt democratice”. Cei 16 membri ai grupului care au fost arestați (Sandu Tudor, Adrian Făgețeanu, Benedict Ghiuș, Roman Braga, Sofian Boghiu, Felix Dubneac, Arsenie Papacioc, Alexandru Mironescu, Gheorghe Văsîi, Șerban Mironescu, Nicolae Rădulescu, Grigore Dan Pistol, Gheorghe Dabija, Vasile Voiculescu, Dumitru Stăniloaie și Emanoil Mihăilescu) au fost acuzați de „crima de uneltire contra ordinei sociale” (prevăzută și pedepsită de articolul 209, punct 1, din Codul Penal) și judecați în același proces. Arhimandritul Benedict Ghiuș, catalogat de autorități drept un element legionar, a fost judecat de Tribunalul Militar al Regiunii a II-a Militare și acuzat că a „desfășurat o activitate dușmănoasă în rîndurile unor elemente tinere recrutate din rîndurile studenților” și că „pe lîngă educația mistică religioasă, le făcea acestor tineri și o educație naționalistă antidemocratică, purtînd cu ei o serie de discuții dușmănoase la adresa regimului democrat-popular” din România. Autoritățile judiciare comuniste au considerat că „Rugul Aprins” era o „asociație contrarevoluționară [...] care avea drept scop schimbarea formei de guvernămînt democratic din Republica Populară Română”.
Benedict Ghiuș a fost condamnat prin sentința nr. 125, emisă în ședința publică din 8 noiembrie 1958, la o pedeapsă de 18 ani muncă silnică și la 10 ani de degradare civică. Recursul său a fost respins prin decizia nr. 42 din 21 ianuarie 1959 a Tribunalului Suprem – Colegiul Militar. În condiții de suferință grea a trecut prin penitenciarele de la Jilava (1959) și Aiud (1959-1962) și colonia penitenciară Ostrov-Salcia (1962-1964). În această perioadă a fost internat de mai multe ori în spitalele penitenciarelor, suferind de numeroase afecțiuni: paralizie facială stângă, duodenocolecistită cronică, colită cronică, maladie hipertonică, spondiloză cervicală, ateroscleroză, hipertensiune arterială, spasme vasculare cerebrale, hemoragie digestivă, cefalee, amețeli, scăderea acuității vederii ș.a. Aceste afecțiuni au determinat declararea sa la 12 mai 1964 ca „inapt” de muncă, iar medicii au recomandat „internare într-un serviciu de specialitate pentru continuarea tratamentului”.
A fost eliberat prin decret pe 25 iunie 1964, după 6 ani de temniță, din lagărul de la Ostrov din colonia penitenciară Salcia și a fost reîncadrat ca preot slujitor la Catedrala Patriarhală din București (1964-1974). În anul 1974 s-a pensionat și s-a retras definitiv la Mănăstirea Cernica. Fiind bătrân și bolnav, a dus o viață retrasă și a primit rar vizite, ceea ce a determinat Securitatea să reducă supravegherea lui operativă în anul 1978. A murit la Mănăstirea Cernica în 12 iunie 1990, după răsturnarea regimului comunist prin Revoluția din decembrie 1989, și a fost înmormântat în cimitirul mănăstirii.

## Reabilitarea
La sfârșitul anului 1995 procurorul general al României Vasile Manea Drăgulin a declarat recurs în anulare împotriva Sentinței nr. 125 din 8 noiembrie 1958, solicitând casarea hotărârilor și rejudecarea cauzei pe motiv că activitățile desfășurate de condamnați nu întrunesc elementele constitutive ale infracțiunii prevăzute de art. 193 alin. 2 din Codul Penal anterior. Procurorul general a susținut că asociația „Rugul Aprins” avea caracter religios și nu urmărea schimbarea ordinii sociale sau a formei de guvernământ, iar întâlnirile foștilor membri după desființarea asociației în 1948 au fost întâmplătoare. Conform mărturiilor depuse la dosar, inculpații au discutat în acele întâlniri doar probleme spirituale și religioase și au comentat unele evenimente politice interne și internaționale, exprimându-și opiniile critice cu privire la încălcarea libertăților cetățenești de către regimul politic din România. Discuțiile politice purtate de inculpați nu erau în măsură, potrivit procurorului general, să amenințe securitatea statului și nici să determine schimbarea regimului politic.
Curtea Supremă de Justiție a judecat recursul și, în ședința publică din 8 aprilie 1996, a pronunțat hotărârea de anulare a sentinței de condamnare a inculpaților și de confiscare a averii.

## Lucrări (selecție)
- „Material omiletic: Despre credința creștină”, în Mitropolia Olteniei, anul VIII, 1956, nr. 1-3, pp. 55–65;
- „Semnul credinței, semnul sfintei cruci”, în Mitropolia Olteniei, anul VIII, 1956, nr. 4-5, pp. 121–220;
- „Crezul”, în Mitropolia Olteniei, anul VIII, 1956, nr. 6-7, pp. 370–378;
- „Despre Dumnezeu”, în Mitropolia Olteniei, anul VIII, 1956, nr. 8-9, pp. 515–519;
- „Dumnezeu, Ce este?”, în Mitropolia Olteniei, anul VIII, 1956, nr. 10-12, pp. 654–666;
- „Despre credința creștină, nevoia și folosul credinței”, în Glasul Bisericii, anul XV, 1956, nr. 6-7, pp. 305–314;
- „Sfânta Tradiție”, în Glasul Bisericii, anul XV, 1956, nr. 8-9, pp. 386–395;
- „Dreptarul credinței: Crezul”, în Glasul Bisericii, anul XV, 1956, nr. 11, pp. 623–630;
- „Despre creația lumii”, în Mitropolia Olteniei, anul IX, 1957, nr. 1-2, pp. 59–65;
- „Despre îngeri”, în Mitropolia Olteniei, anul IX, 1957, nr. 3-4, pp. 172–181;
- „Îngerii la Sfinții Părinți”, în Mitropolia Olteniei, anul IX, 1957, nr. 7-8, pp. 487–496;
- „Creațiunea după Sfânta Scriptură”, în Mitropolia Olteniei, anul IX, 1957, nr. 9-10, pp. 641–647;
- „Creațiunea la Sfinții Părinți”, în Mitropolia Olteniei, anul IX, 1957, nr. 1957, nr. 11-12, pp. 789–793.
- „Faptul răscumpărării în imnografia Bisericii Ortodoxe”, în Studii Teologice, anul  XXII, 1970, nr. 1-2, pp. 70–103;
- „Faptul răscumpărării în ciclul Întrupării”, în Studii Teologice, anul  XXII, 1970, nr. 3-4, pp. 230–249;
- „Faptul răscumpărării în ciclul vieții publice a Domnului”, în Studii Teologice, anul  XXII, 1970, nr. 5-6, pp. 406–430;
- „Faptul răscumpărării în ciclul Sfintelor Patimi”, în Studii Teologice, anul  XXII, 1970, nr. 9-10, pp. 649–684;
- „Faptul răscumpărării în ciclul învierii”, în Studii Teologice, anul  XXIII, 1971, nr. 3-4, pp. 186–210;
- „Faptul răscumpărării și diavolul în imnografia Bisericii”, în Studii Teologice, anul  XXIII, 1971, nr. 9-10, pp. 692–719.
- Ciclul din proloage, în Biserica Ortodoxă Română, anul XCVIII, 1980, nr. 1-2, pp. 85–90; nr. 3-4, pp. 456–457; nr. 5-6, pp. 587–588; nr. 7-8, pp. 717–718; nr. 9-10, pp. 968–969; nr. 11-12, pp. 1141–1143; anul XCIX, 1981, nr. 1-2, pp. 45–46 și nr. 5-6, pp. 539–541.
- Proloagele diortosite și îmbogățite de arhim. dr. Benedict Ghiuș, Ed. Mitropoliei Olteniei, Craiova, 1991, 1.034 p.